# 皮內峰

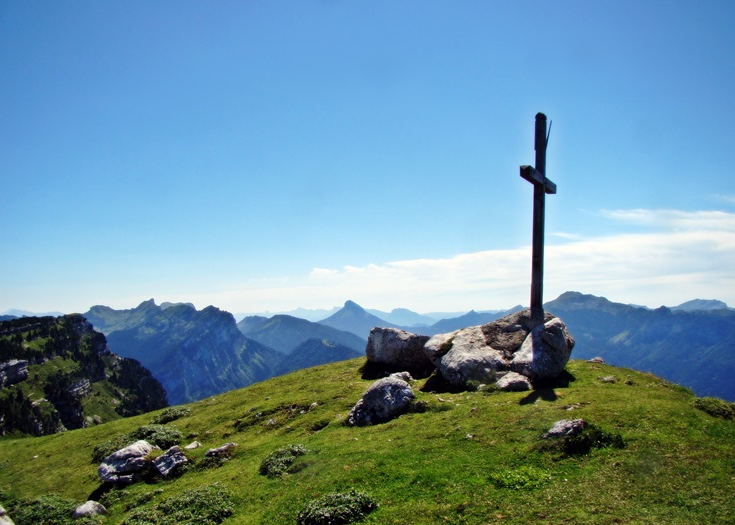

45°25′57″N 05°54′14″E / 45.43250°N 5.90389°E
皮內峰（法語：Sommet du Pinet），是法國的山峰，位於該國東南部，由薩瓦省負責管轄，屬於沙特勒斯山脈的一部分，海拔高度1,867米，每年平均降雨量1,581毫米。